# Georges Richard

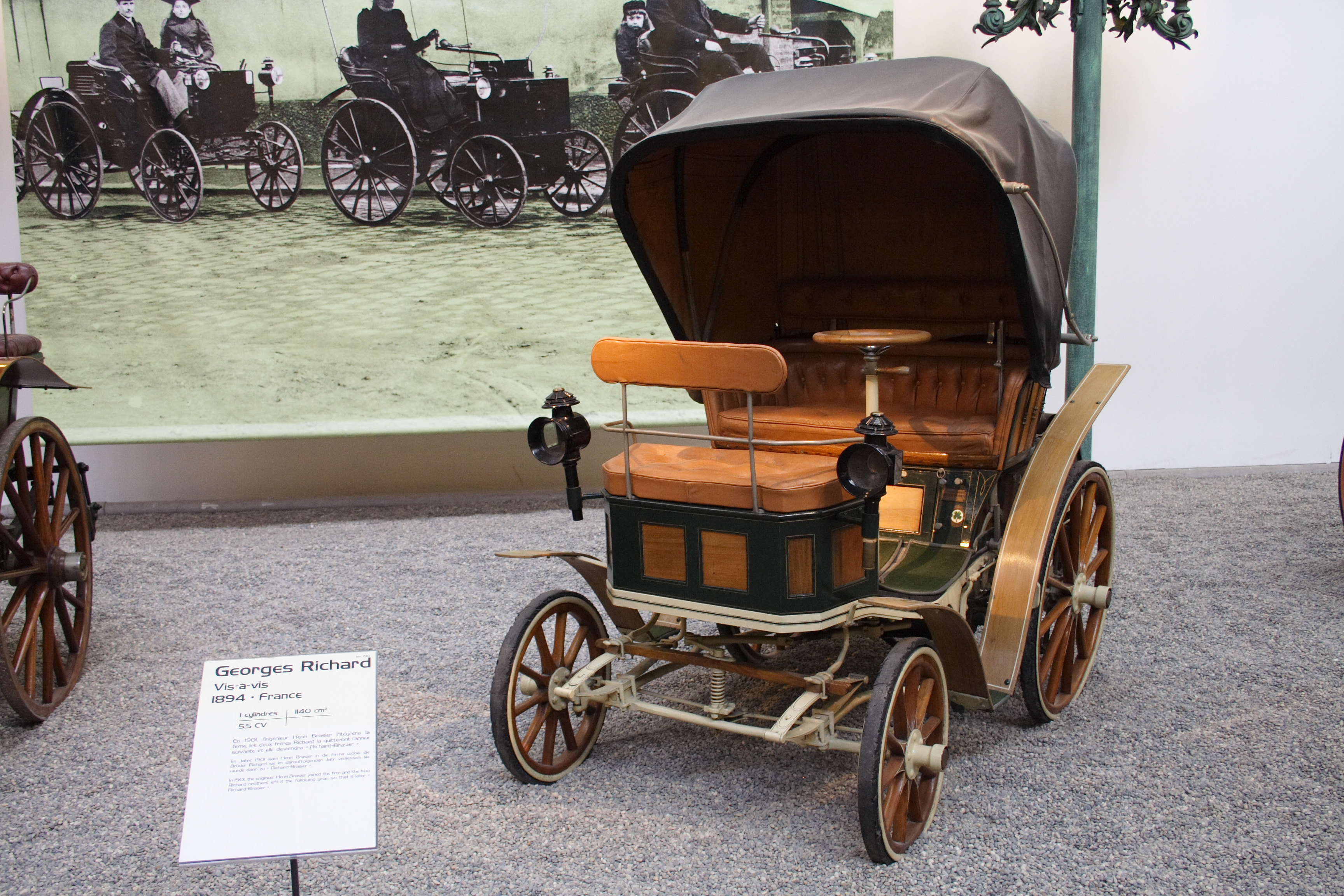
Georges Richard uit 1897, Vis-à-vis model, in Mulhouse.

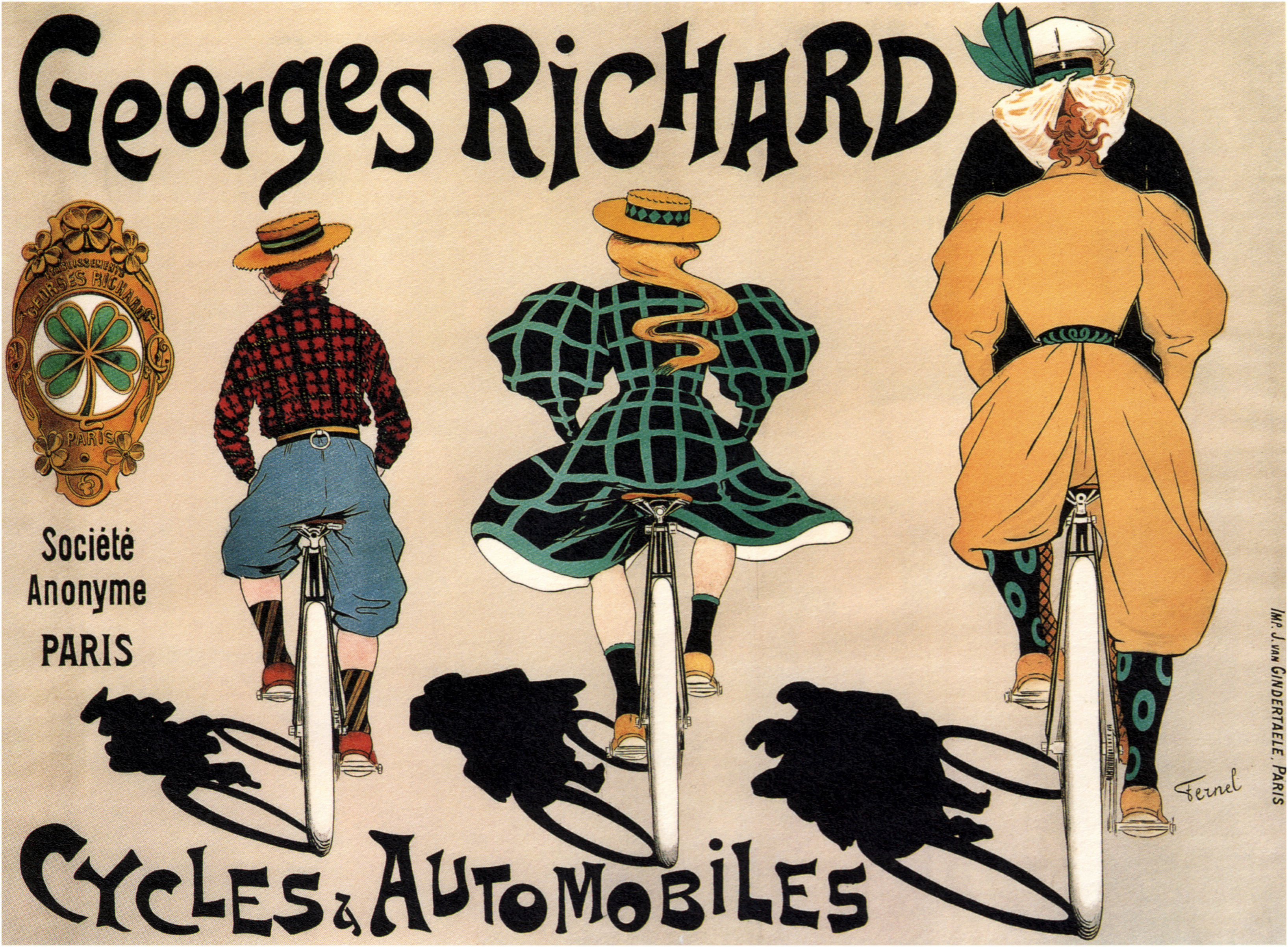
Affiche uit 1896.

Georges Richard is een Frans historisch merk van motorfietsen en automobielen.
De bedrijfsnaam was: Ets. Georges Richard & Chie, S.A. des Motos, Puteaux.
Georges en Maxime Richard produceerden automobielen en van 1899 tot 1905 motorfietsen met eigen motoren, maar ook met inbouwmotoren die werden betrokken van Minerva, Buchet, Zedel en Peugeot.
In 1903 ontstond door samenwerking met Henri Brasier het merk Richard-Brasier en in 1905 het automerk Unic.